# Клаудіо Цей
Клаудіо Цей (італ. Claudio Zei, 1 січня 1954) — італійський плавець.
Призер Чемпіонату світу з водних видів спорту 1975 року.